# Aoyama Tadanari
Aoyama Tadanari (青山 忠成?; Okazaki, 6 settembre 1551 – 10 aprile 1613) è stato un militare e daimyō giapponese che ha servito lo shogunato Tokugawa dalla fine del periodo Sengoku fino ai primi anni del periodo Edo.
Il quartiere di Aoyama a Tokyo è così chiamato perché sede di una delle sue magioni.

## Biografia
Durante il periodo Sengoku il clan Aoyama regnava sul villaggio di Dōdo, nel distretto di Nukata della provincia di Mikawa (la moderna città di Okazaki nella prefettura di Aichi). Aoyama Tadakado, il padre di Tadanari, servì sia Matsudaira Hirotada che Tokugawa Ieyasu, e fu così che Tadanari entrò nelle grazie di Ieyasu. Quando Tadakado morì nel 1572 nella battaglia contro Takeda Shingen, Tadanari divenne il nuovo capofamiglia.
Come segno della fiducia in lui riposta, nel 1585 Ieyasu lo nominò a guardia del figlio Hidetada. Nel 1588 Tadanari accompagnò lo stesso Hidetada alla capitale dove venne fregiato da Toyotomi Hideyoshi del quinto rango inferiore di corte, il rango più basso della provincia di Hitachi. Nel 1590 Ieyasu promosse Tadanari a commissario di Edo facendogli dono di un appezzamento di terra del valore di 5.000 koku (a cui si aggiunsero 2.000 koku nel 1593). La leggenda vuole che, durante una battuta di caccia, Ieyasu gli ordinò di cavalcare verso ovest finché il suo cavallo non fosse stramazzato al suolo esausto; al suo ritorno Tadanari ricevette in dono l'intera area che riuscì a percorrere. La zona includeva il villaggio di Harajuku fino alle attuali Akasaka e Shibuya. Il quartiere di Aoyama è così chiamato proprio perché sede di una delle magioni di Tadanari.
Nel 1600 Tadanari si unì all'esercito di Hidetada nella battaglia di Sekigahara, ottenendo come ricompensa il rango di daimyō e un terreno del valore di 15.000 koku tra la provincia di Kazusa e quella di Shimōsa. Successivamente venne nominato magistrato dell'intera regione del Kantō. Con l'inizio del periodo Edo, fu pesantemente coinvolto nella rivolta contro lo shogunato al pari di Honda Masanobu e Naitō Kiyonari. Nel 1606 fu condannato insieme a Naitō agli arresti domiciliari, venendo però graziato poco dopo.